# Konstantin Ėduardovič Ciolkovskij
(Konstantin Ėduardovič Ciolkovskij)
Konstantin Ėduardovič Ciolkovskij, traslitterazione anglosassone Tsiolkovsky (in russo Константи́н Эдуа́рдович Циолко́вский?; Iževskoe, 17 settembre 1857, 5 settembre del calendario giuliano – Kaluga, 19 settembre 1935), è stato un ingegnere e scienziato russo, pioniere dell'astronautica.

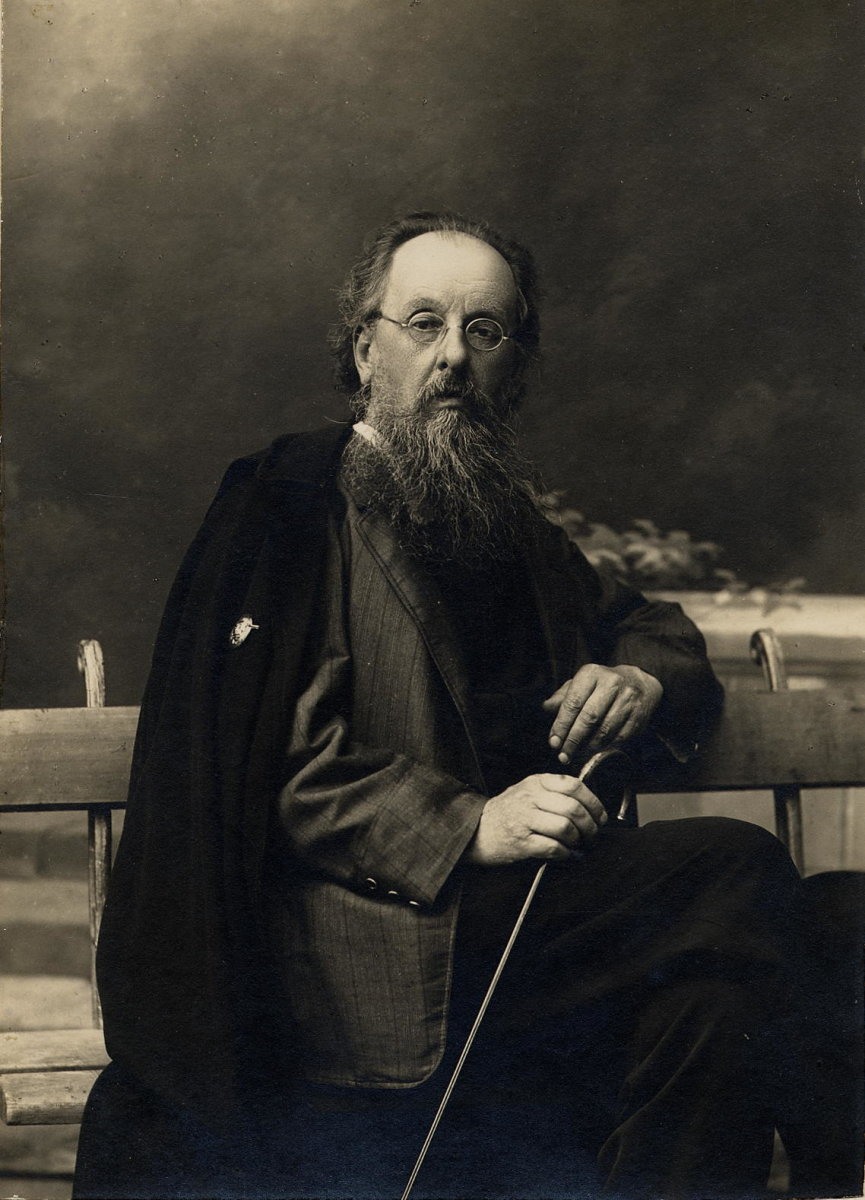
Konstantin Ciolkovskij

Teorizzò molti aspetti del volo spaziale e della propulsione missilistica. Viene considerato il padre del volo spaziale umano e il primo uomo a concepire l'ascensore spaziale. La sua opera più famosa fu Исследование мировых пространств реактивными приборами (Issledovanie mirovych prostranstv reaktivnymi priborami, "L'esplorazione dello spazio cosmico per mezzo di motori a reazione"), che pubblicò nel 1903 e che è considerato il primo trattato accademico sulla missilistica. La sua opera pose le basi del futuro programma spaziale sovietico e influenzò più tardi gli scienziati missilistici di tutta Europa, e fu anche studiato dagli statunitensi nei decenni del 1950 e del 1960 mentre tentavano di comprendere i primi successi dell'Unione Sovietica nel volo spaziale. 
L'eredità di Ciolkovskij consiste in più di 500 opere che riguardano principalmente lo studio dell'aviazione, dell'aeronautica e dei viaggi interplanetari, ma che si estendono anche ai più diversi problemi della scienza naturale e della tecnologia, dell'astronomia e della meccanica celeste, della generazione di energia e dell'astrobiologia, della fisica e della geochimica, della filosofia e della linguistica. Tutte queste opere erano dirette alla risoluzione di alcuni problemi, interconnessi tra loro, ritenuti fondamentali da Ciolkovskij: il perfezionamento della razza umana, la completa vittoria dell'uomo sulle forze della natura, la conquista dello spazio da parte dell'uomo e la creazione di nuove condizioni per la vita umana corrispondenti al nuovo e più elevato stadio del suo sviluppo. Alla base delle sue opere vi era una filosofia originale – non sempre gradita in alcuni suoi aspetti all'autorità sovietica - che è stata più tardi inquadrata nel più ampio movimento cosmista sorto in Russia in quegli anni e alla cui diffusione Ciolkovskij avrebbe dato un contributo fondamentale.
La sua vita di geniale scienziato autodidatta e di divulgatore scientifico risulta anche di particolare importanza per la storia della scienza e per la psicologia della creatività scientifica. 
È stato onorato in Unione Sovietica, e lo è ancora oggi in Russia, come uno degli scienziati più importanti nella storia del paese.

## Biografia

### Il periodo 1857-1876: la malattia, gli studi da autodidatta, l'incontro con Fëdorov
Ciolkovskij nacque a Iževskoe (adesso nello Spasskij rajon dell'oblast' di Rjazan'), nell'allora Impero russo. Suo padre, Ėduard Ciolkovskij (1820-1880) fu, in successione un forestale, un insegnante e un ufficiale governativo. La famiglia si spostò spesso da una località all'altra e si trovò spesso in situazioni economiche critiche. La cura del bambino fu affidata alla madre Marija Jumaševa (1830-1870). Da piccolo Ciolkovskij era un bambino come gli altri. Poi, nel 1867-1868, si ammalò gravemente e perse quasi completamente le facoltà uditive. La sordità non gli permise più di continuare gli studi a scuola.
I primi tre anni (1868-1871) seguenti alla sua malattia e alla sua sordità furono per Ciolkovskij anni molto difficili, resi ancor più tali dalla scomparsa della madre. Solo dopo quel difficile periodo cominciò la sua ripresa psicologica. 
All'età di 14-16 anni, il suo chiaro interesse nelle invenzioni venne allo scoperto con la primordiale realizzazione di piccoli modelli e costruzioni e nell'interesse mostrato per la conoscenza delle scienze naturali attraverso la lettura dei libri presenti in casa. Ciolkovskij cominciò così ad imparare da autodidatta, leggendo i libri del padre, interessandosi soprattutto di matematica e fisica. Ciolkovskij ricorda in così quel periodo: “C'erano pochissimi libri, e non ho avuto nessun insegnante, quindi ho dovuto creare e ideare piuttosto che assorbire e assimilare da altri. Non ci sono stati suggerimenti, nessun aiuto da qualunque parte; c'erano tantissime cose che non riuscivo a capire in quei libri, e ho dovuto comprenderle tutte da solo. In poche parole, l'elemento creativo, l'elemento di auto-sviluppo e di originalità, erano predominanti”. Quando il padre notò la personalità creativa di Konstantin, lo inviò a studiare a Mosca (1873) per continuare la sua auto-educazione. Ciolkovskij viveva a Mosca in modo modesto e spesso al limite della povertà. In città cominciò a frequentare la principale biblioteca cittadina presso il museo Rumjancev. È qui che vi conobbe Nikolaj Fëdorovič Fëdorov, il “Socrate di Mosca”, considerato come il fondatore del cosmismo -  che vi lavorava come bibliotecario. La biblioteca divenne per tre anni l'università di Ciolkovskij. Fëdorov, comprendendo il talento del giovane, consolidò le sue letture e la sua formazione da autodidatta nei campi scientifici e tecnici. Secondo lo stesso Ciolkovskij, Fëdorov fu per lui un vero e proprio docente universitario. Non si sa con certezza se i due abbiano parlato tra loro anche dei viaggi spaziali. Secondo il critico letterario e memorialista Viktor Sklovskij, fu Fëdorov a incoraggiare il giovane Ciolkovskij a sviluppare un serio interesse nei viaggi spaziali durante un curioso episodio in biblioteca nel quale il vecchio bibliotecario passò al giovane Ciolkovskij, all'epoca – come detto –  già mezzo sordo, un bigliettino nel quale era scritto: “Io ti aiuterò a studiare matematica, e tu aiuterai l'umanità a costruire razzi, così che saremo finalmente in grado di conoscere qualcosa di più della Terra, e potremo anche osservarla” Non si sa comunque molto di più in merito al rapporto intercorso tra i due. 
Fu in quegli anni 1873-1876 della permanenza a Mosca, che cominciò a germogliare nella mente di Ciolkovskij, l'idea che non l'avrebbe mai più abbandonato per il resto della sua vita, l'idea della possibilità di esplorare le distese infinite del cosmo. A quel tempo il giovane Ciolkovskij aveva già pensato di raggiungere le velocità cosmiche utilizzando gli effetti della forza centrifuga.  Da anziano ricorderà così i momenti in cui per la prima volta provò la vertiginosa ebbrezza di aver a portata di mano le sterminate steppe galattiche: “Ero emozionato e sbalordito a tal punto che non riuscii a dormire per tutta la notte; vagai per Mosca e continuai a pensare alle grandi conseguenze della mia scoperta. Ma già dalla mattina mi convinsi che la mia invenzione non era sostenibile. La delusione fu intensa tanto quanto era stato l'incanto precedente. Quella notte lasciò un'impronta che è durata per tutta la vita; trent'anni dopo mi capita ancora di sognare che mi sto sollevando verso le stelle nella mia macchina e provo la stessa gioia, come ho fatto quella notte indimenticabile”.

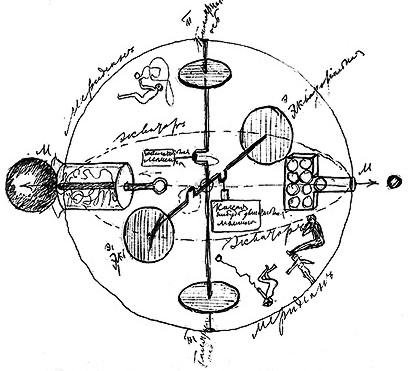
Schizzo di navicella spaziale di Ciolkovskij (1883)

### Il periodo 1876-1917: l'insegnamento, le pionieristiche ricerche, le difficoltà
Nel 1876, Ciolkovskij fece ritorno alla sua città natale e cominciò a dare lezioni private; nel raro tempo libero concepiva tutti i più svariati generi di modelli e congegni in una stanza presa in affitto trasformata in un piccolo laboratorio.
Nel 1879 Ciolkovskij sostenne un esame da esterno per ottenere il titolo di insegnante scolastico e nel 1880 cominciò ad insegnare aritmetica e geometria alla scuola Uezd di Borovsk. Rimarrà a Borovsk per circa 12 anni, fino al 1892. In quegli anni Ciolkovskij sposò Barbara Sokolova dalla quale ebbe sette figli, quattro maschi e tre femmine.
Allo stesso tempo cominciò una serie di studi scientifici, dedicandogli tutto il suo tempo libero: tra le prime opere vi furono “La teoria dei gas” (1881) e “Sulla meccanica teorica degli organismi viventi” (1882-1883). Entrambe le opere non furono pubblicate sulle riviste scientifiche ma sulla loro base fu eletto membro dell'“Associazione fisico-chimica russa”.
Nel 1883 risale il suo manoscritto, che fu pubblicato solo postumo nel 1956 - Spazio libero, nel quale si incontrano in embrione molte delle idee che verranno poi da lui sviluppate successivamente in particolare quella del moto in assenza di gravità.
Dal 1885 Ciolkovskij cominciò a dedicarsi allo studio sistematico degli aerostati. Nel 1890 inviò un suo studio sul dirigibile metallico a Dmitrij Mendeleev, il quale propose una commissione per la sua discussione. L'opera di Ciolkovskij ebbe un parere favorevole dalla maggior parte degli scienziati ma oltre a questo riconoscimento non riuscì ad ottenere gli sperati sostegni economici per la realizzazione del progetto di costruzione del dirigibile.
Negli anni seguenti Ciolkovskij arrivò ad elaborare, indipendentemente, molti degli stessi calcoli che i fratelli Wright stavano compiendo nello stesso periodo. Egli comunque non costruì mai un qualsiasi modello pratico e il suo interesse si spostò verso concetti più ambiziosi. Cominciò infatti ad approfondire i suoi studi nel campo dell'astronautica e della dinamica dei razzi e sugli effetti dell'accelerazione di gravità sugli organismi viventi. Qualche anno più tardi venne per primo all'idea di utilizzare il principio della propulsione a reazione nello spazio.
Nel 1892, in seguito a una promozione, si spostò a Kaluga con tutta la famiglia. Qui Ciolkovskij vi rimarrà fino alla fine della sua vita. Dal 1896 Ciolkovskij cominciò profondi studi teorici sulla possibilità di risolvere i problemi dei viaggi interplanetari tramite i razzi e fu il primo al mondo a pensare ad usarli per questo scopo; nelle sue opere successive darà una rigorosa consistenza scientifica a questa sua intuizione. Già nel 1897 Ciolkovskij riuscì a derivare una formula matematica che stabiliva una relazione analitica tra la velocità del razzo a qualunque istante, la velocità del gas in uscita dall'ugello del motore, la massa del razzo e la massa dell'esplosivo consumato. Questa formula sarà poi chiamata equazione del razzo di Ciolkovskij, una formula che è la base di gran parte dell'ingegneria spaziale ancora oggi.
Sempre in quegli anni Ciolkovskij continuava con le sue ricerche scientifiche senza mai smettere di insegnare, concentrandosi sull'aerodinamica e l'aviazione. Lavorando sui modelli di dirigibile e aeroplano, Ciolkovskij ritenne necessario avere dati precisi sulla resistenza dell'aria. Dopo una serie di esperimenti in condizioni naturali, decise di testare i modelli in un ambiente artificiale. Nel 1897, a Kaluga, costruì da solo e con i mezzi a sua disposizione, la prima galleria del vento usata in Russia per l'investigazione dei problemi di aviazione. Nel settembre del 1899 inoltrò una richiesta all'Accademia delle scienze affinché venissero considerati i risultati del suo primo esperimento sulla resistenza dell'aria e che venissero quindi stanziati dei fondi per la loro continuazione; la commissione valutò positivamente le ricerche e stanziò dei fondi. Ciò permise a Ciolkovskij, nel maggio del 1890, di costruire una nuova galleria del vento, più grande della prima, e di fare nuovi e più importanti esperimenti. I risultati dei suoi nuovi esperimenti però, inoltrati un anno dopo all'Accademia delle scienze, nonostante contenessero delle importanti conclusioni, non furono pubblicati e lo saranno solo dopo la Rivoluzione d'ottobre.
Nel 1903 pubblicò la sua opera più importante e conosciuta: Исследование мировых пространств реактивными приборами (Issledovanie mirovych prostranstv reaktivnymi priborami, "L'esplorazione dello spazio cosmico per mezzo di motori a reazione") dove per la prima volta sostenne scientificamente la possibilità di compiere un volo spaziale mediante i razzi e diede le principali formule per calcolarne la traiettoria. Eppure l'opera di Ciolkovskij passò pressoché inosservato sia in Russia sia nel resto del mondo, essendo troppo pionieristica per i suoi tempi. Successivamente il lavoro influenzò gli scienziati missilistici di tutta Europa e fu anche studiato dagli statunitensi nei decenni tra il 1950 e il 1960 mentre tentavano di comprendere i primi successi dell'Unione Sovietica nel volo spaziale. Fu pubblicata una seconda volta (in una versione considerevolmente più estesa) nel 1911-1912: qui per la prima volta Ciolkovskij propose di usare l'energia della disintegrazione degli atomi per il volo spaziale. Nella stessa opera espresse le sue idee sul futuro sviluppo della razza umana nell'universo.
Sempre in quegli anni continuò le sue opere studiando i dirigibili e facendo modelli di astronavi a razzo. Nel 1914 pubblicò un opuscolo di supplemento alle opere del 1903 e del 1911/12, nel quale formulò i suoi teoremi sul movimento del reagente; negli anni seguenti Ciolkovskij ritornerà diverse volte sul testo sviluppando e aggiungendo nuove idee. Sempre nel 1914 prese parte al "Terzo Congresso dell'Aeronautica Russa" che si tenne a San Pietroburgo e pubblicò l'opera “La seconda legge della termodinamica” nel quale argomentava contro la sconfinata estensione del raggio di applicabilità del postulato di Clausius sull'entropia. Gli anni della prima guerra mondiale furono gli anni più difficili per Ciolkovskij, sia moralmente sia finanziariamente. La sua famiglia era sempre nella necessità e sopportò diverse privazioni. Le magre opportunità di pubblicare le sue opere – e, ciò che ai suoi occhi era di fondamentale importanza, di poter trasmettere le sue opere alle nuove generazioni – diventarono sempre più limitate. È indicativo che durante gli ultimi due anni della guerra (1916-1917) riuscì a pubblicare solo una delle sue opere, che uscì con il titolo di Gore i geni (“Dolore e genio").

### Il periodo 1917-1935: il riconoscimento, il padre della cosmonautica, gli ultimi anni
Le condizioni di vita e di opera di Ciolkovskij cambiarono considerevolmente dopo la Rivoluzione d'ottobre. Nel 1918 fu eletto membro dell'Accademia socialista (poi comunista). Nel 1921 gli fu concessa una pensione personale così da permettergli, per la prima volta nella vita, di dedicare tutto il suo tempo esclusivamente al suo lavoro, continuando ad essere uno scienziato autodidatta sui generis, passando la maggior parte della propria vita in una casetta immersa nella natura vicino alla piccola cittadina di Kaluga.
Il riconoscimento avuto e l'alta stima per le sue opere dimostrata dal nuovo governo produssero in Ciolkovskij una nuova ondata di energia creativa. Su un totale di circa 500 opere, solo 130 furono scritte nel corso dei 60 anni precedenti alla rivoluzione e di queste solo 50 furono pubblicate. 
Le idee di Ciolkovskij cominciarono inoltre ad entrare in pratica. Il governo sovietico riconobbe la necessità di compiere il suo progetto di dirigibile metallico. Un certo numero di organizzazioni cominciò una serie di studi sperimentali in accordo ai progetti di Ciolkovskij.
In questo periodo Ciolkovskij continuò le sue ricerche sui viaggi interplanetari. Nel 1920 pubblicò la sua novella di fantascienza Вне Земли ("Oltre la Terra") che aveva cominciato nel 1896. 
Tra le altre opere scritte da Ciolkovskij all'inizio degli anni venti, di particolare interesse sono le sue note inedite intitolate “L'espansione dell'uomo nello spazio” che sono viste come il primo tentativo di Ciolkovskij, dopo la guerra del 14-18, di ritornare su un'elaborazione scientifica dei problemi associati alla possibilità di raggiungere lo spazio tramite i veicoli a reazione. A questo periodo appartengono anche i seguenti manoscritti e articoli scientifici pubblicati, tra i quali: “Il razzo spaziale” (1923), “Il mezzo a reazione” (1924), “Il razzo nello spazio” (1924), “L'astronave” (1924), “L'esplorazione dello spazio cosmico per mezzo di motori a reazione" (1926). All'interno di quest'ultimo opera si elencavano anche i diversi passaggi che l'uomo avrebbe dovuto seguire per colonizzare lo spazio: dalla costruzione dei razzi, si passava alla creazione di stazioni spaziali intorno alla terra dotate di serre per il riciclo dell'aria, fino alla colonizzazione del sistema solare come base per la conquista dell'intera galassia.
Anche le idee di Ciolkovskij sulla conquista dello spazio cominciarono a prendere corpo nel Paese: nel 1924 fu istituito un "Dipartimento sulla propulsione a getto" all'interno dell'Accademia Militare dell'Aria N. E. Žukovskij, con l'intento di unire tutti i cittadini sovietici che lavoravano su questo problema, e il 23 agosto 1924 Ciolkovskij ne fu eletto primo professore. Nello stesso anno, un'associazione – con circa 150 membri - fu costituita a Mosca per lo studio dei viaggi interplanetari. Nel 1927 fu organizzata, a Mosca, la prima mostra mondiale sui modelli dei veicoli progettati per i viaggi interplanetari e sui loro meccanismi; un posto prominente, tra gli scienziati di tutto il mondo ivi esposti, spettava a Ciolkovskij.
Ciolkovskij nel frattempo continuava con le sue opere. Circa alla metà degli anni venti, nel suo desiderio di ridurre la quantità di propellente necessario al volo spaziale, suggerì la possibilità di far ritorno sulla terra senza consumo di carburante, utilizzando la resistenza dell'atmosfera. Sempre all'incirca in questo periodo cominciò ad interessarsi del problema del trasporto su cuscino pneumatico nel manoscritto “La frizione dei gas” e specificamente nel opera “Resistenza dell'aria e i treni ad alta velocità”, pubblicato nel 1927, e ne “Le condizioni generali del trasporto”. 
Alla metà degli anni venti cominciò le sue opere sulla teoria del volo degli aerei a reazione. Nel 1926 completò un'opera intitolata “L'aeroplano-razzo (un nuovo velivolo di alti altitudini e velocità)” che gli servì da base per la pubblicazione de “Il nuovo aeroplano”. Seguirono altre opere di sviluppo teorico sul tema (alcune pubblicate e altre in forma manoscritta): “Un nuovo aeroplano” (1929), “L'aeroplano a reazione” (1930), “L'aumento del movimento accelerato di un aereo-razzo” (1930), “Lo strato-aereo semi-reattivo” (1932) e altre. Dopo aver esaminato i diversi tipi di aerei idonei per le diverse velocità e altitudini, Ciolkovskij arrivò alla conclusione che per le altitudini superiori ai 3-4 km e per le velocità del volo sempre più elevate superiori ai 500 km/h, i motori a pistoni dovevano lasciare il posto ai motori a getto.
Alla fine degli anni venti e all'inizio degli anni trenta, Ciolkovskij cominciò a dedicare la maggior parte del suo tempo per risolvere due problemi ancora insoluti nel campo del viaggio interplanetario: l'ottenimento della velocità cosmica e l'individuazione del propellente ottimale per il razzo, fornendo intuizioni fondamentali per il successivo sviluppo della missilistica. 
Parallelamente alla diffusione delle sue idee sul volo spaziale e alla loro generale accettazione, Ciolkovskij ritornava sempre più spesso sull'importanza di questa straordinaria tappa della storia umana, suoi vantaggi che l'uomo avrebbe potuto ottenere dalla conquista dello spazio. Scrisse di questo ne “L'esplorazione dello spazio cosmico per mezzo di motori a reazione” (1926), ne “Il futuro della terra e dell'uomo” (1927) e ne “Gli obiettivi dell'astronautica” (1929), e altri. Per lui, l'obiettivo principale del volo spaziale doveva essere quello dell'espansione dell'uomo nelle distese spaziali, nello stabilire insediamenti umani prima attorno alla terra e poi molto lontano nelle grandi vastità dell'universo; e questo, segnalava Ciolkovskij, avrebbe di ritorno portato ad un'organizzazione della vita e dell'industria su basi totalmente nuove, radicalmente diverse da quelle di oggi sulla terra. 
Alla fine degli anni '20 gli scritti di Ciolkovskij sulla tecnologia dei razzi e sui viaggi interplanetari erano già ampiamente conosciuti in URSS e all'estero. Le sue opere erano studiati in molti Paesi e i suoi teoremi e formule venivano utilizzati. Ciolkovskij divenne a buon diritto il decano della nuova scienza della dinamica dei razzi e dell'astronautica. 

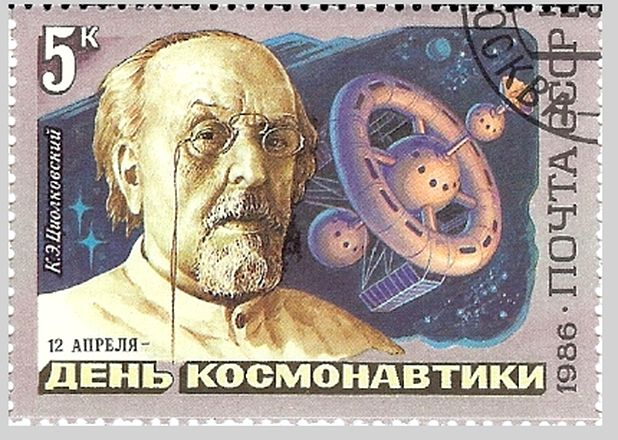
Francobollo sovietico dedicato a Ciolkovskij (1986)

Un'analisi della sua corrispondenza degli anni '20, consultabile negli archivi dell'Accademia delle Scienze, mostra che Ciolkovskij ha giocato un grande ruolo nello sviluppo della tecnologia dei razzi in Russia non solo in quanto creatore della teoria base del volo dei razzi e in quanto instancabile divulgatore del viaggio interplanetario e del volo a propulsione, ma anche come uomo che con la sua sola personalità contribuì ad individuare e unire spiritualmente tutte le persone dell'URSS interessate a questa branca del sapere. La piccola casa di Kaluga divenne in quegli anni un centro di collegamento tra il padre della teoria dell'astronautica e della tecnologia dei razzi con numerosi lavoratori e organizzazioni di tutta l'Unione Sovietica coinvolte in questi problemi e che rimanevano in costante contatto con Ciolkovskij. Quasi tutti i più importanti scienziati e tecnici sovietici attivi nel campo dello sviluppo della tecnologia dei razzi furono in qualche modo in contatto con lui. Tra le sue corrispondenze c'erano quelle con Fridrich Cander, che divenne un entusiasta dell'opera di Ciolkovskij e fu attivo nel promuoverla e svilupparla, Jurij V. Kondratjuk, Ivan T. Kleimenov, Georgij E. Langemak, Nikolaj A. Rynin, Jakov I. Perel'man e molti altri scienziati, ingegneri e divulgatori delle idee della tecnologia dei razzi e dei viaggi interplanetari. Vi furono anche corrispondenze con l'estero: Hermann Oberth gli scrisse, nel 1929, le seguenti parole: “Voi avete acceso un fuoco, e noi non lo lasceremo morire, ma compiremo ogni sforzo per far sì che il più grande sogno dell'umanità si avveri”.
Nel 1930 le idee di Ciolkovskij sui razzi a propulsione vennero messe in pratica nell'URSS. Nel 1929 e nel 1931 furono fondati a Leningrado ed a Mosca dei laboratori e dei gruppi di studio specifici e nel 1933 “l'Istituto per la ricerca scientifica del motore a reazione”. Ciolkovskij rimase in stretto contatto con queste organizzazioni e con tanti dei singoli scienziati che vi lavoravano, incontrandoli anche personalmente. Ciolkovskij venne richiesto della sua stretta collaborazione e rispose inviando all'Istituto un programma di studio in 18 punti e vi rimase in contatto fino alla fine dei suoi giorni. 
Durante gli ultimi periodi della sua vita, Ciolkovskij continuò a dedicare tutta la sua attenzione alle opere scientifiche, nonostante la sua età avanzata. Nel 1932 scrisse “Il raggiungimento della stratosfera” nel quale formulò le principali teorie termodinamiche e proprietà di rendimento dei propellenti per i motori a reazione. In questi ultimi anni di vita Ciolkovskij propose anche un altro metodo ancora per generare la velocità cosmica che passò sotto il nome di “razzi a squadrone”.
Sempre in questi ultimissimi anni, conformemente all'importanza che aveva sempre attribuito alla fantasia e alla diffusione di una cultura popolare favorevole all'esplorazione spaziale, Ciolkovskij fu consulente di uno dei primi film di fantascienza del cinema sovietico, “Viaggio cosmico”, diretto dal regista Vasilij Žuravlëv e che uscirà solo pochi mesi dopo la sua morte. 
Fino alla fine Ciolkovskij rimase un ricercatore instancabile e un appassionato combattente per il progresso scientifico e tecnico non lesinando le sue ultime energie per tale scopo non proferendo mai una sola parola sulla possibilità di utilizzare i razzi come mezzi di attacco per scopi bellici, per lui tutto era per il bene dell'umanità, per l'ulteriore progresso della scienza, per padroneggiare le leggi della natura: “È necessario lottare contro la pressione dei gas, i raggi assassini del sole, l'imperfezione della natura dell'uomo e delle piante. È inevitabile che l'umanità debba lottare per il benessere, per la conoscenza e la perfezione degli esseri umani, e così via”.
Morì a Kaluga il 19 settembre 1935. Poco prima della sua morte lasciò in eredità tutte le sue opere al Partito comunista dell'Unione Sovietica ed al governo sovietico.

## Sull'opera scientifica di Ciolkovskij

### Considerazioni generali
Il problema teorico del raggiungimento della velocità cosmica era stato risolto da Ciolkovskij fin dalla fine degli anni novanta del XIX secolo e fu esposto nell'opera del 1903 "L'esplorazione dello spazio cosmico per mezzo di motori a reazione". Tuttavia la risoluzione ingegneristica del problema coinvolgeva notevoli difficoltà. Uno dei problemi più difficili era di progettare un razzo in grado di trasportare una scorta di carburante sufficiente a raggiungere la velocità cosmica. I calcoli mostravano che la quantità di propellente era di molte volte superiore al peso del razzo vuoto. Costruire un razzo di questo tipo era di là dalle capacità ingegneristiche del tempo. Dovevano essere trovate delle strade per trasportare la quantità di propellente richiesto o ridurne il suo quantitativo. Lavorando su questo problema, Ciolkovskij già nel 1926 arrivò alla conclusione che un razzo poteva ottenere la velocità cosmica solo se conseguiva una velocità relativamente alta senza dover usare il proprio rifornimento di propellente. Dopo aver analizzato diversi metodi per impartire questa preliminare velocità al razzo, Ciolkovskij propose un razzo a due stadi per ottenere la velocità cosmica, calcolando l'ammontare di propellente, la massa del veicolo e altri parametri di ogni stadio. Ciolkovskij sviluppò ulteriormente nel 1929 la teoria del razzo multi-stadio nel suo scritto Космические поезда (Kosmičeskie poezda, "Treni cosmici").
Se l'idea del razzo multi-stadio era vecchia di diversi secoli (le sue prime menzioni risalgono al XVI e XVII secolo) e se nel XX secolo era già stato sostenuto da André Bing (Belgio, 1911), Robert Goddard (Usa, 1914), Jurij V. Kondratjuk (Russia, 1917), Hermann Oberth (Germania, 1923), il grande contributo di Ciolkovskij fu che non si limitò all'enunciazione del principio operativo del razzo multi-stadio, ma diede una teoria matematica dettagliata e una rigorosa prova scientifica della possibilità di generare velocità cosmiche attraverso i motori a razzo con propellente chimico.
Deve essere sottolineato che Ciolkovskij diede sempre una valutazione misurata delle sue opere sui viaggi interplanetari, rilevando la loro importanza teorica, ma rimarcando allo stesso tempo che molto doveva ancora essere fatto per realizzare le idee che lui aveva avanzato. Nel 1903 scrisse nel suo “L'esplorazione dello spazio cosmico per mezzo di motori a reazione”: “Il mio lavoro non si occupa di tutti gli aspetti del problema e non cerca di proporre la sua realizzazione concreta, ma attraverso la nebbia del tempo si può discernere nel futuro le più belle ed emozionanti prospettive, che oggi quasi nessuno oserebbe sognare”.

### Opinioni
Nella prefazione degli editori ad un libro che raccoglie una selezione delle opere scientifiche più importanti di Ciolkovskij, pubblicato nel 1962 in URSS, è affermato che le opere scientifiche di Ciolkovskij contengono in nuce quasi tutte le realizzazioni scientifico-tecniche dell'URSS nel settore dell'esplorazione spaziale.
Per Michael Holquist, professore all'Università di Yale, Ciolkovskij fu il primo a realizzare quasi tutto ciò che era indispensabile per costruire e lanciare i razzi come li vediamo oggi, e le condizioni affinché fosse possibile viverci all'interno.
Per la NASA è stato uno dei padri della missilistica e della cosmonautica insieme a Goddard e Oberth.

## Sul pensiero filosofico di Ciolkovskij

### Il monismo
Dal punto di vista filosofico Ciolkovskij era un monista, aveva una visione del mondo secondo cui tutte le parti componenti l'universo – anche quelle più distanti – erano le stesse e dove le medesime leggi naturali dovevano essere applicate dappertutto; questa tensione verso il monismo era per Ciolkovskij anche una caratteristica della scienza che tendeva progressivamente all'unità del tutto. Quindi anche l'intelligenza era un fenomeno universale. Queste idee furono sviluppate in diversi saggi come quello del 1924 “Le mie idee del monismo” e quello del 1931 “Monismo dell'Universo”.

### Il panpsichismo
Ciolkovskij si definiva panpsichista. Nel 1928 scrisse un libro intitolato “La Volontà dell’Universo. L’Intelligenza sconosciuta”, in cui sviluppò la su filosofia. Egli vedeva l'uomo e l'universo come costituito di atomi: ogni atomo aveva, almeno potenzialmente, una sua sensibilità, e una propria esistenza individuale immortale. La materia decaduta si rinnovava ogni volta in nuove configurazioni di atomi riproducendo la vita in modo sempre più perfetto. La morte era pertanto un fenomeno illusorio. Nelle forme più basse di esistenza, la sensibilità era pressoché latente, mentre in quelle più evolute diventava spirito manifesto e continuava a svilupparsi in eterno fino ad espandersi oltre i confini materiali in forme di pura energia. Pertanto l'universo di Ciolkovskij era un universo dotato di un fine ultimo, razionale e gerarchicamente organizzato corrispondentemente ai diversi stadi di evoluzione raggiunti, a partire dagli stessi atomi comuni a tutto l'universo, dai diversi esseri che vi vivono. Ci potrebbero pertanto essere nell'universo degli esseri felici che hanno già raggiunto uno stadio di sviluppo molto avanzato, semi-divino, infinitamente più intelligenti degli uomini e potenzialmente capaci di condizionarne la vita in modi ad essi ignoti. 

### Le teorie eugenetiche
L'umanità potrebbe invece trovarsi in uno stadio di sviluppo ancora molto arretrato, davanti a sé si aprirebbero quindi degli orizzonti di auto-perfezionamento pressoché illimitato, verso la felicità, purché la società affidi le sue redini a quegli esseri umani che hanno più intelligenza e applichi dei sani criteri di selezione eugenetica non permettendo la procreazione dei meno dotati. Ogni città ed ogni villaggio avrebbero dovuto predisporre le case migliori per il matrimonio e la procreazione degli uomini più talentuosi tra i due sessi, mentre agli esseri umani meno dotati sarebbe stato vietato di procreare. In questo modo sarebbe aumentata rapidamente la quota dei geni e dei talenti.
La terra sarebbe così stata in grado di istituire un sistema sociale felice, con l'unità e l'associazione universale dell'umanità, la fine della guerra, lo sviluppo della scienza e della tecnologia, cambiando radicalmente l'ambiente ed abolendo le catastrofi, controllando la natura ed eliminando le sofferenze umane come esseri mortali, raggiungendo la felicità per tutti
A questa nuova ‘razza’ di uomini, migliorata attraverso la selezione artificiale spetterebbe il compito di portare a conclusione il processo di conquista del sistema solare e della galassia; fino a quando l'intero universo sarebbe popolato solo da esseri immortali, felici e perfetti. Ma il processo di ‘perfezionamento’ della razza umana non avrebbe mai conosciuto una conclusione definitiva. Per Ciolkovskij “non c'è fine alla vita, alla ragione e alla perfezione del genere umano. Il suo progresso è eterno”. Alcune di queste sue idee furono sviluppate nel 1916 in “Dolore e Genio” (Gore i genij) e nel 1918 in “Il genio fra gli uomini” (Genij sredi ljudej).

### Sugli extraterrestri
Interrogandosi sulle intelligenze extraterrestri, Ciolkovskij arrivò ad anticipare il paradosso di Fermi e alla fine giunse alla sua personale soluzione che, se l'umanità non è ancora entrata in contatto con delle intelligenze superiori, è perché l'umanità ha la potenzialità di sviluppare – in autonomia – forme di vita originali e più elevate che possono interessare anche i nostri vicini galattici; in altre parole l'umanità sarebbe stata messa da parte come una riserva d'intelligenza al fine di consentire alla nostra specie di evolversi verso la perfezione e quindi di portare qualcosa di unico alla comunità cosmica delle intelligenze extraterrestri: “Perché gli esseri dei pianeti felici non si sono degnati di venire quaggiù? Perché non hanno pietà di noi e ci sostituiscono con esseri superiori, perché non ci distruggono in modo che possiamo risorgere nella loro perfezione? (...) Se non si fossero aspettati niente di alto livello, non ci avrebbero tormentati per così tanto tempo. Evidentemente, c'è la speranza che qualcosa di fruttuoso si svilupperà grazie a noi. Loro conoscono in modo superiore. Noi dubitiamo, ma loro sanno. Siamo in grado di portare un nuovo e meraviglioso flusso di vita che rinnova ed integra la loro esistenza già perfetta”.

### Il rapporto Fëdorov-Ciolkovskij
Alcune idee di Fëdorov, soprattutto la sua propensione cosmica che si esprimeva nella conquista dello spazio e nella volontà di regolamentazione ‘tellurico-solare’ della natura attraverso l'opera creativa dell'uomo, trovarono convinta accoglienza in Ciolkovskij, che si è prodigato per tutta la vita a dare loro un fondamento tecnico-scientifico. E benché Ciolkovskij non abbia fatto proprio il cuore dell'Opera comune di Fëdorov della resurrezione degli antenati, da lui assorbe definitivamente l'idea che la vera casa dell'uomo debba essere il cosmo e che all'uomo spetti il compito del proprio auto-perfezionamento fino all'immortalità; Ciolkovskij si definirà cittadino del cosmo e si dedicherà anima e corpo a gettare le fondamenta per la conquista dello spazio, guidato da un profondo senso di ottimismo e fiducia nelle capacità umane. “L'uomo non resterà sempre sulla Terra, la ricerca della luce e dello spazio lo porteranno a penetrare i confini dell'atmosfera, dapprima timidamente, ma alla fine a conquistare l'intero sistema solare.
L'opera di Ciolkovskij è stata pertanto inserita, da parte di eminenti studiosi come Svetlana Semёnova e George M. Young, all'interno del movimento cosmista il cui capostipite è considerato essere Fëdorov.

## Sulle opere di fantascienza di Ciolkovskij

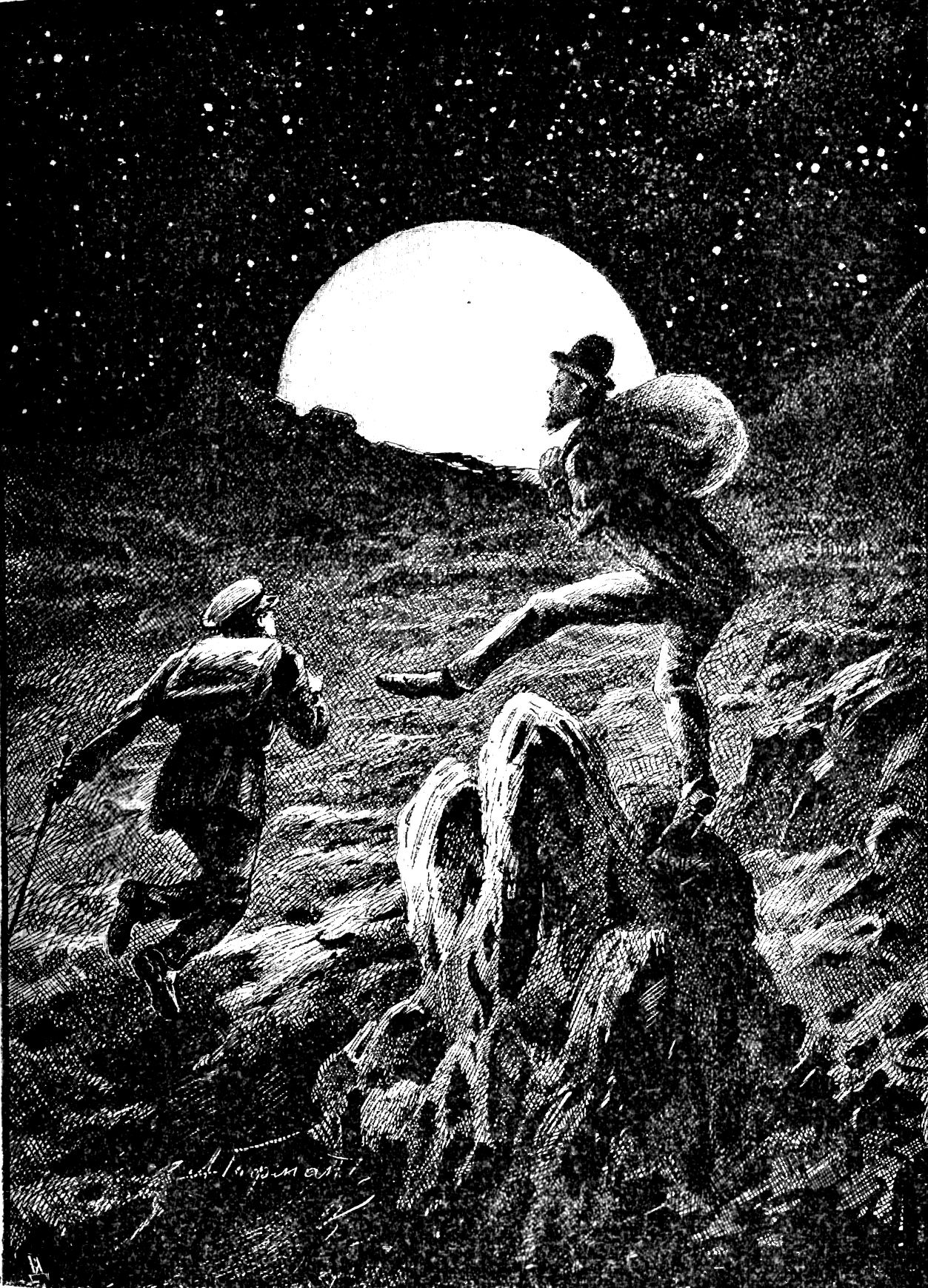
Un disegno di A. E. Gofman tratto dal libro del 1893 "La luna" di E. Ciolkovskij

Le sue idee sui viaggi interplanetari furono ulteriormente sviluppate nelle sue novelle di fantascienza. Cominciò a concepire e scrivere i romanzi fin da molto giovane, ispirato anche dai racconti di Jules Verne: nel 1893 con “Sulla luna” e nel 1895 con i “Sogni della terra e del cielo e gli effetti della gravitazione universale”, dove propose, tra l'altro, di installare un satellite artificiale della terra. Per Ciolkovskij la fantascienza occupava un posto molto importante. Scrisse: “All'inizio c'è necessariamente un'idea, una fantasia, una fiaba, e poi vengono i calcoli scientifici; alla fine l'esecuzione corona il pensiero. Il mio lavoro ha a che fare con la fase centrale della creatività. Più di chiunque altro, sono consapevole del baratro che separa un'idea dalla sua realizzazione, perché per tutta la mia vita ho fatto non solo molti calcoli, ma ho anche lavorato con le mie mani. Ma ci dev'essere un'idea; l'esecuzione dev'essere preceduta da un'idea, i calcoli precisi dalla fantasia”.
Nel 1920 pubblicò la sua novella di fantascienza Вне Земли ("Oltre la Terra") che aveva cominciato nel 1896. Qui Ciolkovskij espresse in forma popolare il programma della futura conquista spaziale dell'uomo, descrivendo le condizioni del volo e della vita su un'astronave, sui satelliti artificiali della Terra, sulla Luna e sugli asteroidi. Il libro era un romanzo e lo stile coinvolgente, ma tutti i calcoli e le spiegazioni dell'autore si basavano su rigorosi fondamenti scientifici basati sulle proprie personali ricerche. In questo libro Ciolkovskij dichiarò apertamente che il problema della conquista spaziale richiedeva lo sforzo combinato di scienziati di tutte le nazioni, la creazione di una squadra internazionale di scienziati, ingegneri e inventori con tutte le necessarie condizioni per un lavoro produttivo.
Ciolkovskij – conformemente all'importanza che aveva sempre attribuito alla fantasia e alla diffusione di una cultura popolare favorevole all'esplorazione spaziale attraverso le sue novelle di fantascienza– negli ultimissimi anni della sua vita fu consulente e attivo collaboratore di uno dei primi film di fantascienza del cinema sovietico, Viaggio cosmico (Kosmičeskij rejs), diretto dal regista Vasilij Žuravlëv; il film sarebbe uscito solo quattro mesi dopo la morte di Ciolkovskij. La storia narra l'avventuroso viaggio verso la Luna di un'équipe sovietica che, contro lo scetticismo dei propri colleghi e solo dopo aver superato numerose difficoltà, riuscirà ad atterrarvi e a fare ritorno sulla Terra sana e salva; gli astronauti sovietici dell'équipe saranno poi accolti entusiasticamente in una Mosca dagli scenari architettonici futuristi e celebrati come gli eroi che hanno finalmente aperto la strada per il cosmo all'umanità. Per Ciolkovskij, che aveva sognato di viaggiare nello spazio per tutta la vita, il film del giovane regista Žuravlëv ha rappresentato forse l'ultima occasione per dimostrare al mondo che la fantasia e la scienza sono i due strumenti fondamentali ed inseparabili di cui dispone l'uomo per raggiungere le stelle.

## Altro
Davanti al monumento ai “conquistatori dello spazio”, eretto a Mosca nel 1964, campeggia una grande statua raffigurante Ciolkovskij.
A Kaluga esiste un museo dell'astronautica a lui dedicato, costruito nel 1967, tuttora molto attivo nella diffusione delle sue opere e delle sue idee, la cui prima pietra fu posta da Jurij Gagarin. Il museo organizza regolarmente conferenze e seminari di approfondimento sulle opere di Ciolkovskij e sulla filosofia cosmista. 
A seguito di una proposta dell'aprile del 2013 del presidente della Russia Vladimir Puitn, nel 2015 è stata intitolata a Ciolkovskij una cittadina dell'oblast' dell'Amur, vicina al cosmodromo Vostočnyj. 
Un cratere sulla Luna è stato nominato in suo onore.
Il regista, sceneggiatore e divulgatore sovietico Pavel Klušancev (1910-1999), ha dedicato la prima parte di uno dei suoi film di fantascienza più noti, “In viaggio verso le stelle” (1957), alla ricostruzione della vita di Ciolkovskij e del suo influsso sulla storia dell’esplorazione spaziale.

## Opere (parziale)
- Aeroplan, ili ptičepodobnaja letatel'naja mašina ("Aeroplano, ovvero la macchina che vola come l'uccello"), 1894
- Исследование мировых пространств реактивными приборами - Issledovanie mirovych prostranstv reaktivnymy priborami ("Esplorazione degli spazî cosmici con razzi a propulsione"), 1903
- Teorija mnogostupenčatych raket ("Teoria dei razzi pluristadio"), 1927
- Космические поезда - Kosmičeskie poezda ("Treni cosmici"), 1929

### Narrativa

#### Romanzi di fantascienza
- На Луне ("Sulla Luna"), 1893
- Lontano dalla Terra (Вне Земли), 1920